# Медельин
Медельи́н (исп. Medellín) — второй по величине город Колумбии. Столица департамента Антьокия, был основан в 1616 году на берегу реки Порсе как деревня Сан-Лоренцо, с 1675 г. — Вилья-де-Нуэстра-Сеньора-де-ла-Канделария-де-Медельин.
Медельин называют промышленной столицей Колумбии, кроме того, город носит прозвища «Город вечной весны», «Столица гор», «Город цветов», «Столица орхидей», «Прекрасная деревня», «Серебряная чашечка».

## Этимология
Происходит от лат. Metellinum, производное от имени древнеримского полководца Квинта Цецилия Метелла Пия.

## История

### В составе Испанской империи
Первыми европейцами, посетившими территорию, где сегодня находится Медельин, стали испанцы из экспедиции конкистадора Хорхе Робледо, обследовавшие район в августе 1541 года и назвавшие его долиной Св. Варфоломея. Впрочем, это название так и не привилось, и в дальнейшем испанцы стали называть долину её местным именем — Абурра.
В 1574 году испанский поселенец Гаспар де Родас обратился в Совет провинции Антьокия с просьбой выделить ему четыре квадратных мили территории долины для основания скотоводческого ранчо. Совет, после некоторого размышления, согласился выделить половину от запрашиваемого. Организация ранчо положила начало экономическому развитию долины и росту её населения.

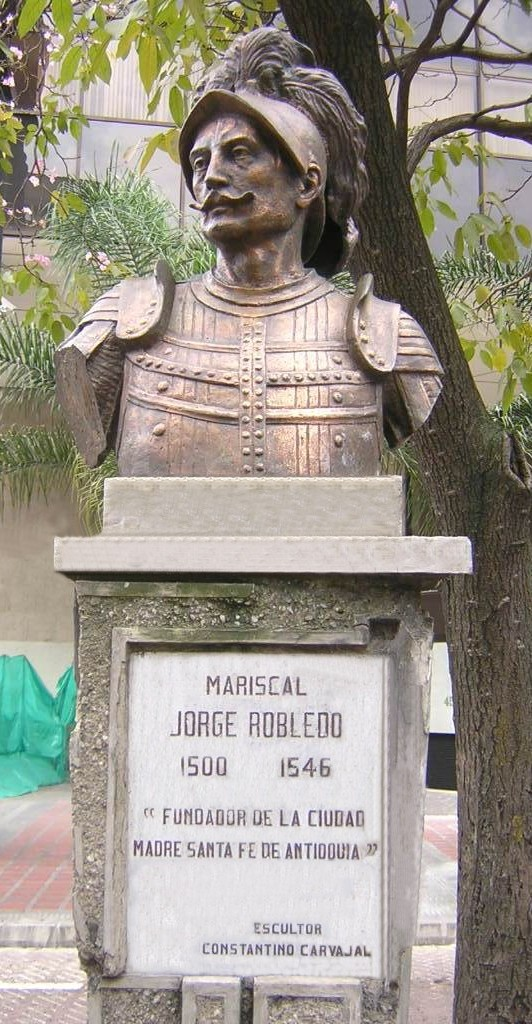
Хорхе Робледо, первооткрыватель долины Абурра

В 1616 году недавний переселенец из Испании Франциско де Герера основал деревню Сан-Лоренцо (исп. Poblado de San Lorenzo), что и считается основанием Медельина. Сегодня это один из самых престижных районов города, называемый Эль-Побладо (исп. El Poblado — «деревня»).
Бурный рост города начался в середине XVII века, когда в Антьокии стали разрабатывать месторождения золота. Благодаря удобному расположению на полпути между тогдашней столицей провинции, городом Санта-Фе-де-Антиокия, и золотыми приисками, долина Абурра быстро стала основным поставщиком продовольствия в провинции. По мере роста численности жителей и их благосостояния всё более настойчивыми становились требования введения местного самоуправления, чему противодействовали власти Санта-Фе-де-Антиокии, опасаясь, что столичные функции будут переданы новому городу. Как показало время, их опасения были не напрасны, хоть и несколько преждевременны. 22 ноября 1674 года королева Испании Марианна подписала указ о формировании городского совета, но столицей Антьокии Медельин стал только в 1826 году, уже после получения страной независимости от Испании. Первая в истории города перепись населения (1675) насчитала в нём 3 000 жителей, вторая (1787) — 14 500.

### Постколониальная история
Независимость от Испании не принесла Колумбии ни политической стабильности, ни экономического процветания. Весь XIX век был заполнен экономическими кризисами, военными переворотами, повстанческими движениями и гражданскими войнами. Медельин не стал исключением, хотя на протяжении века его население и возросло в три раза, а экономика стала опираться преимущественно на текстильную промышленность и металлургию. После окончания жестокой и кровопролитной Тысячедневной войны 1899—1902 годов благоприятное географическое положение города наконец сыграло свою роль — население стремительно увеличивалось (с 60 000 в 1905 до 360 000 в 1951), росла экономика, появлялись новые отрасли промышленности. Основным экспортным товаром стали какао-бобы.
В течение последней четверти XX века город Медельин считался штаб-квартирой Пабло Эскобара, лидера уголовной группировки, занимающего седьмое место среди богатых людей мира, благодаря торговле наркотиками, по версии журнала Forbes 1989 года. В связи с этим город приобрёл недобрую славу столицы мирового наркобизнеса. Поскольку Эскобар и его коллеги основали свой бизнес в Медельине, в американских СМИ их организацию называли «Медельинский кокаиновый картель». Эскобар вёл террористическую войну (1980-е — 1990-е гг.) против колумбийского правительства, пытавшегося выдать наркобарона властям США, пока тот не был убит в перестрелке с полицейскими силами 2 декабря 1993 года.

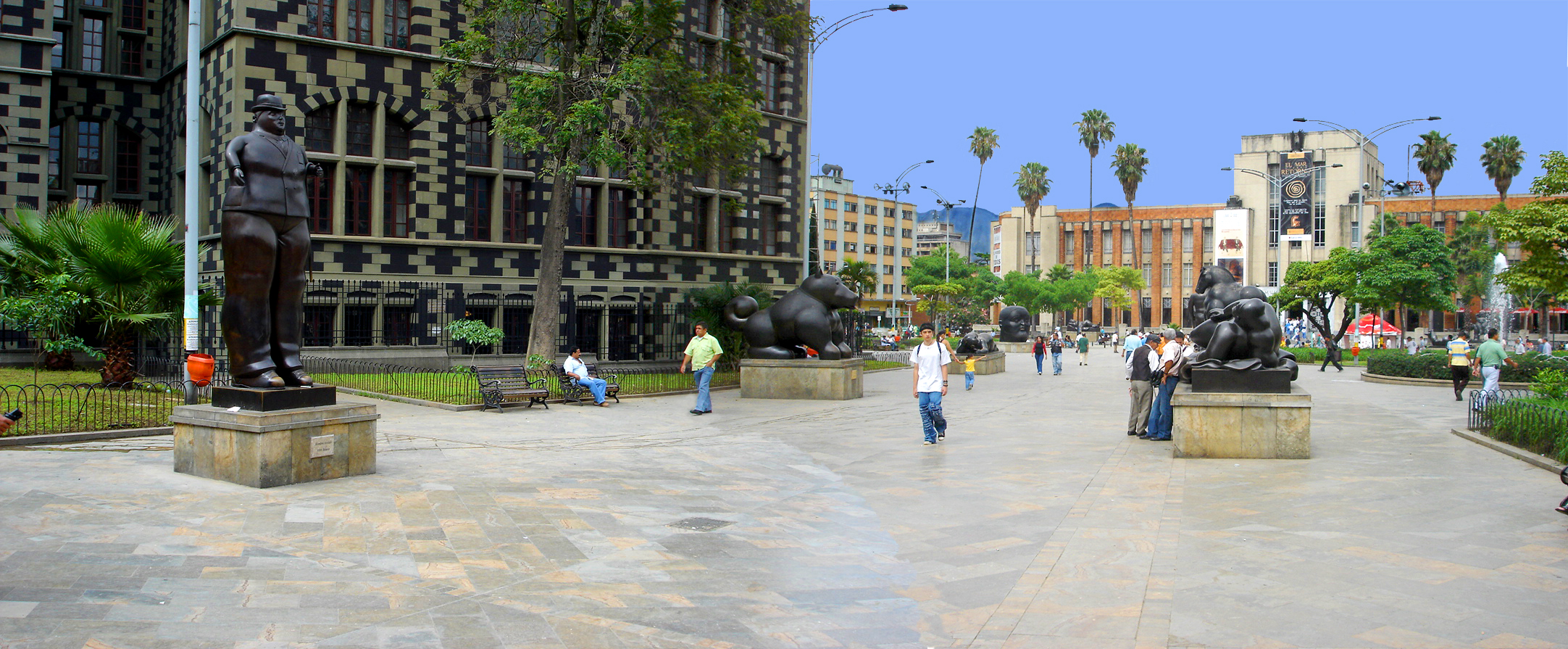
Площадь Ботеро

Город приобрёл прежнюю промышленную динамику развития в начале XXI столетия, было построено метро, усовершенствована городская инфраструктура, полиция добилась существенных успехов в борьбе с преступностью. В настоящее время Медельин стал современным, экономически развитым городом, привлекающим множество туристов каждый год. В рейтинге глобальных городов GaWC Медельин является Гамма-городом, стоя в одном ряду с Баку, Дурбаном или Гонолулу.

## География и климат
Город расположен на севере Анд в долине Абурра, на берегах небольшой реки Порсе.
Медельин лежит в зоне экваториального климата, но, благодаря полуторакилометровой высоте над уровнем моря и западным ветрам с Тихого океана, типичная для экватора влажная духота практически отсутствует в городе, и в целом климат Медельина можно назвать очень комфортным для жизни человека.
| Показатель                                                              | Янв. | Фев. | Март | Апр. | Май  | Июнь | Июль | Авг. | Сен. | Окт. | Нояб. | Дек. | Год  |
| ----------------------------------------------------------------------- | ---- | ---- | ---- | ---- | ---- | ---- | ---- | ---- | ---- | ---- | ----- | ---- | ---- |
| Абсолютный максимум, °C                                                 | 32,0 | 33,0 | 33,0 | 33,0 | 32,0 | 32,0 | 32,0 | 34,0 | 33,0 | 31,0 | 31,0  | 33,0 | 34,0 |
| Средний суточный максимум, °C                                           | 27,7 | 28,0 | 28,0 | 27,6 | 27,4 | 27,9 | 28,3 | 28,2 | 27,7 | 26,8 | 27,0  | 27,1 | 27,6 |
| Средняя температура, °C                                                 | 22,2 | 22,4 | 22,6 | 22,5 | 22,5 | 22,4 | 22,4 | 22,1 | 21,7 | 21,4 | 21,9  | 21,9 | 22,2 |
| Средний суточный минимум, °C                                            | 16,7 | 16,9 | 17,2 | 17,4 | 17,2 | 17,0 | 16,5 | 16,6 | 16,5 | 16,6 | 16,9  | 16,7 | 16,9 |
| Абсолютный минимум, °C                                                  | 12,0 | 12,0 | 13,0 | 14,0 | 13,0 | 10,0 | 10,0 | 11,0 | 10,0 | 11,0 | 11,0  | 8,0  | 8,0  |
| Норма осадков, мм                                                       | 61   | 76   | 121  | 163  | 200  | 148  | 120  | 154  | 178  | 221  | 151   | 88   | 1673 |
| Источник: Институт гидрологии, метеорологии и изучения окружающей среды |      |      |      |      |      |      |      |      |      |      |       |      |      |

## Население
По данным Национального департамента статистики Колумбии численность жителей Медельина в 2013 году составила 2,5 миллиона человек. Расовый состав населения:
- метисы — 45,1 %
- белые — 37,0 %
- чернокожие — 6,5 %
- индейцы — 2,1 %

В Медельине проживает большое количество потомков иммигрантов с Ближнего Востока (преимущественно арабов-христиан).
Около 3/4 горожан — католики, остальные — атеисты.

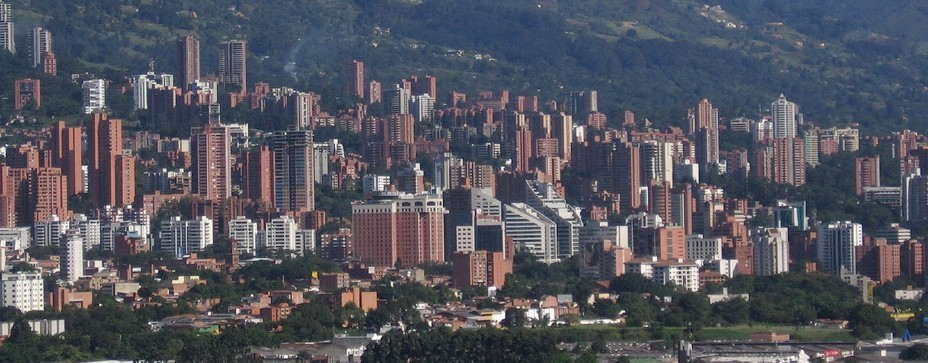
El Poblado (Деревня) — здесь в 1616 году был основан Медельин. Сегодня это элитный район города.

## Преступность
В 1970-е , 1980-х и 90-х годах Медельин был одним из самых опасных городов мира из-за действий медельинского кокаинового картеля и правых военизированных групп. В период с 2011 по 2015 год количество убийств снизилось на 70 % и достигло минимума за сорок лет. Большинство преступлений совершается в бедных районах, а богатые районы, как 14-я коммуна — Эль-Побладо, практически свободны от преступности. Одним из самых опасных и бедных районов считается 13-я коммуна — Сан-Хавьер.

## Экономика
Медельин обладает современной, высокоразвитой диверсифицированной экономикой, основу которой составляют:
- чёрная металлургия
- текстильная промышленность
- производство стройматериалов
- пищевая промышленность
- нефтехимия
- банковское дело
- сфера услуг

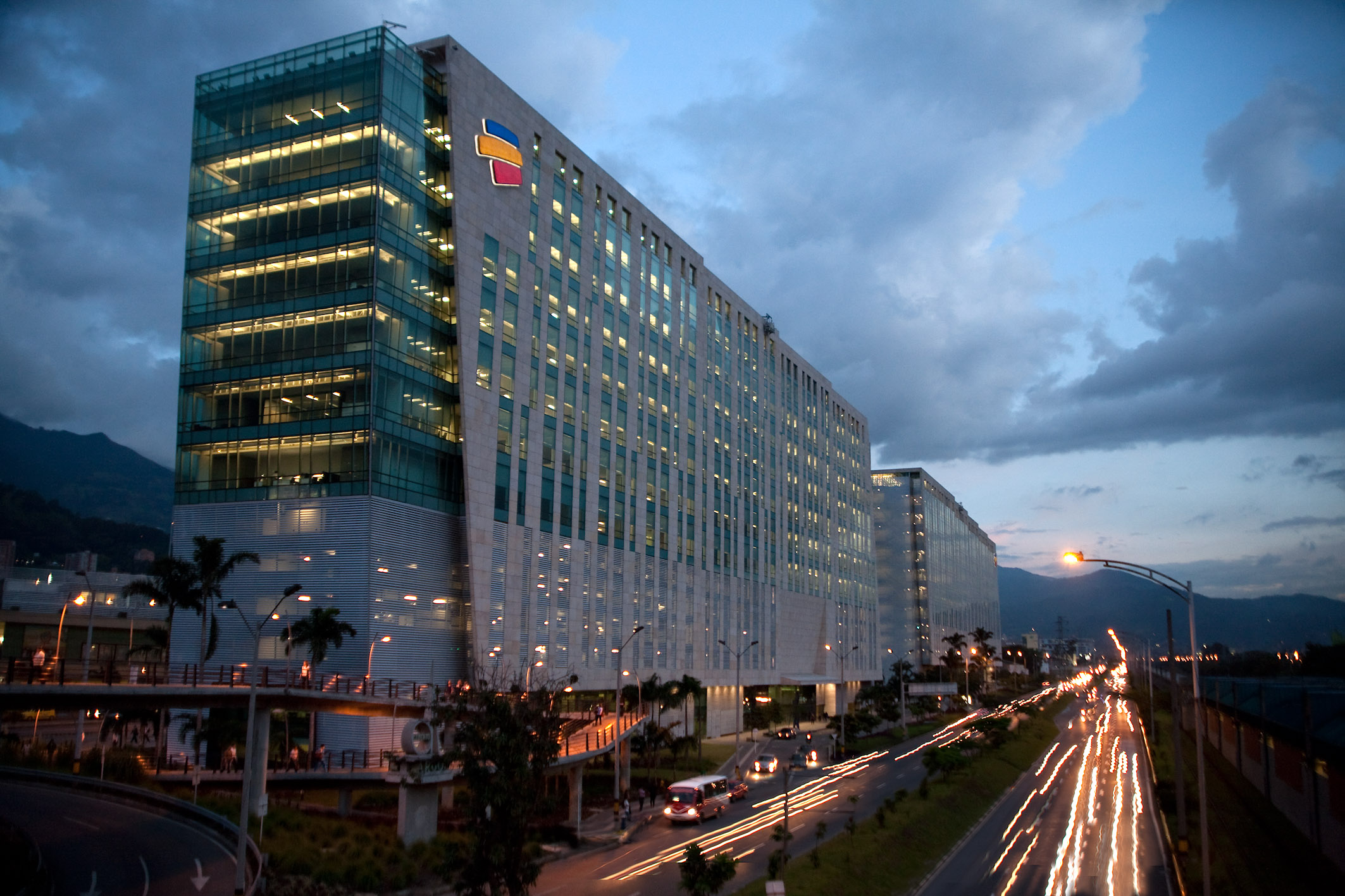
Штаб-квартира Bancolombia, крупнейшего банка Колумбии и одного из крупнейших в Латинской Америке

В городе размещена штаб-квартира крупнейшей в Колумбии финансово-промышленной группы Grupo Empresarial Antioqueño, создающей 5,5 % ВВП страны, а в целом Медельин создаёт 11 % колумбийского ВВП, будучи вторым по значимости экономическим центром страны после столицы.
После прекращения гангстерских войн на улицах Медельин стал популярным туристическим направлением (третий в стране после Картахены и Боготы). Также город славится в Колумбии своими сладостями, традиции приготовления которых были завезены сюда христианскими беженцами из Османской империи. Важную роль играет выращивание и экспорт цветов.

## Транспорт

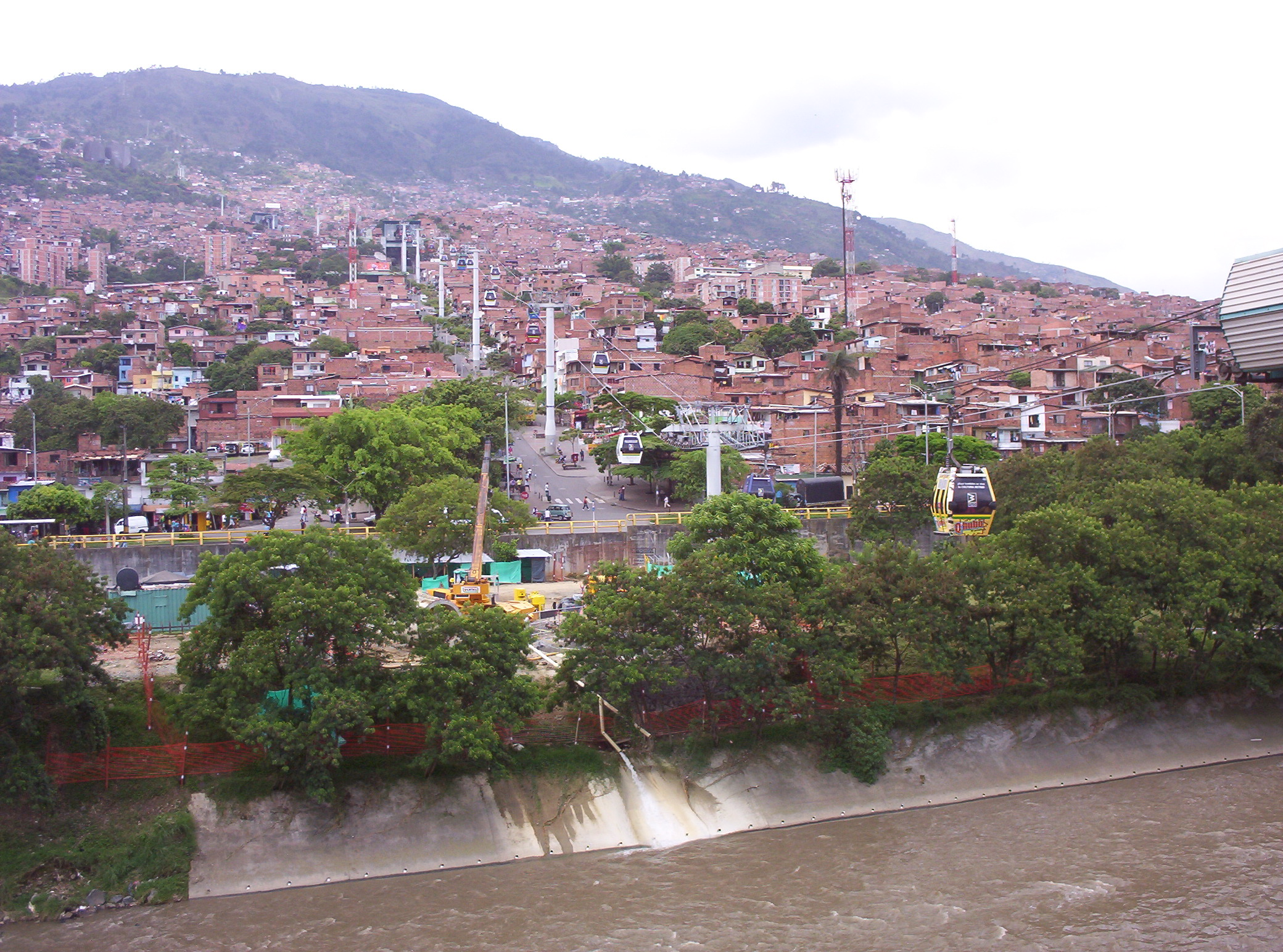
Канатная дорога в Медельине

Медельин обслуживается Международным аэропортом им. Хосе Кордовы (IATA: MDE, ICAO: SKRG) с пассажирооборотом 5,1 млн человек в год (2012, второе место в Колумбии). Регулярные пассажирские рейсы совершаются во все основные города страны, а также в Панаму, Майами, Лиму, Мехико, Кито, Мадрид, Нью-Йорк, Сан-Сальвадор, Форт-Лодердейл, Каракас, Пунта-Кану и Виллемстад.
Основой общественного транспорта города являются два автобусных терминала — Северный (Terminal de Transporte Intermunicipal del Norte) и Южный (Terminal de Transporte Intermunicipal del Sur), служащих пунктами пересадки многочисленных автобусных маршрутов, междугородных автобусов и Медельинского метро (последнее имеет две ветки и 28 станций). Расположенные на возвышенностях районы соединены с общей транспортной системой 5-ю линиями канатной дороги Metrocable. В 2011—2013 годах на территории Понтификального боливарианского университета действовала лаборатория с линией троллейбуса модели 42003А производства «Белкоммунмаш».

## Достопримечательности
В Медельине сооружён «город Ботеро», названный в честь одного из самых знаменитых уроженцев Медельина — скульптора Фернандо Ботеро. На площади свыше 30 тысяч квадратных метров разместились музей, парк скульптур Ботеро, картинные галереи, студии для художников, зоны отдыха. 

Главная идея этого проекта состоит в том, чтобы Медельин открылся миру как культурный и художественный центр, а не как родина главаря Медельинского картеля Эскобара.— Фернандо Ботеро
Медельин также известен ежегодной «Ярмаркой цветов» (Feria de las Flores) — крупным событием в культурной жизни города.

## Известные уроженцы и жители
- Фернандо Ботеро — художник, скульптор.
- Рене Игита — известный футболист, вратарь сборной Колумбии.
- Малума — певец и композитор
- Джей Бальвин — певец в стиле реггетон
- Кабрера, Серхио (род. 1950) — кинорежиссёр и сценарист
- Хуанес — исполнитель популярной музыки.
- Лина Маруланда — фотомодель, теле- и радиоведущая, актриса.
- Андрес Эскобар — известный футболист, бывший защитник сборной Колумбии.
- Кароль Джи — певица
- Себастьян Ятра — певец
- Давид Оспина — футболист, вратарь клуба «Ан-Наср» и сборной Колумбии.
- Эскобар, Пабло — наркобарон.

## Города-побратимы
- Барселона, Испания
- Бильбао, Испания
- Богота, Колумбия
- Буэнос-Айрес, Аргентина
- Кали, Колумбия
- Форт-Лодердейл, США
- Милан, Италия
- Варна, Болгария
- Монтеррей, Мексика
- Майами, США
- Такуарембо, Уругвай